# Sphex subtruncatus
Sphex subtruncatus är en biart som beskrevs av Anders Gustav Dahlbom 1843.
Sphex subtruncatus ingår i släktet Sphex och familjen grävsteklar. Inga underarter finns listade i Catalogue of Life.